# Antonio Ciseri

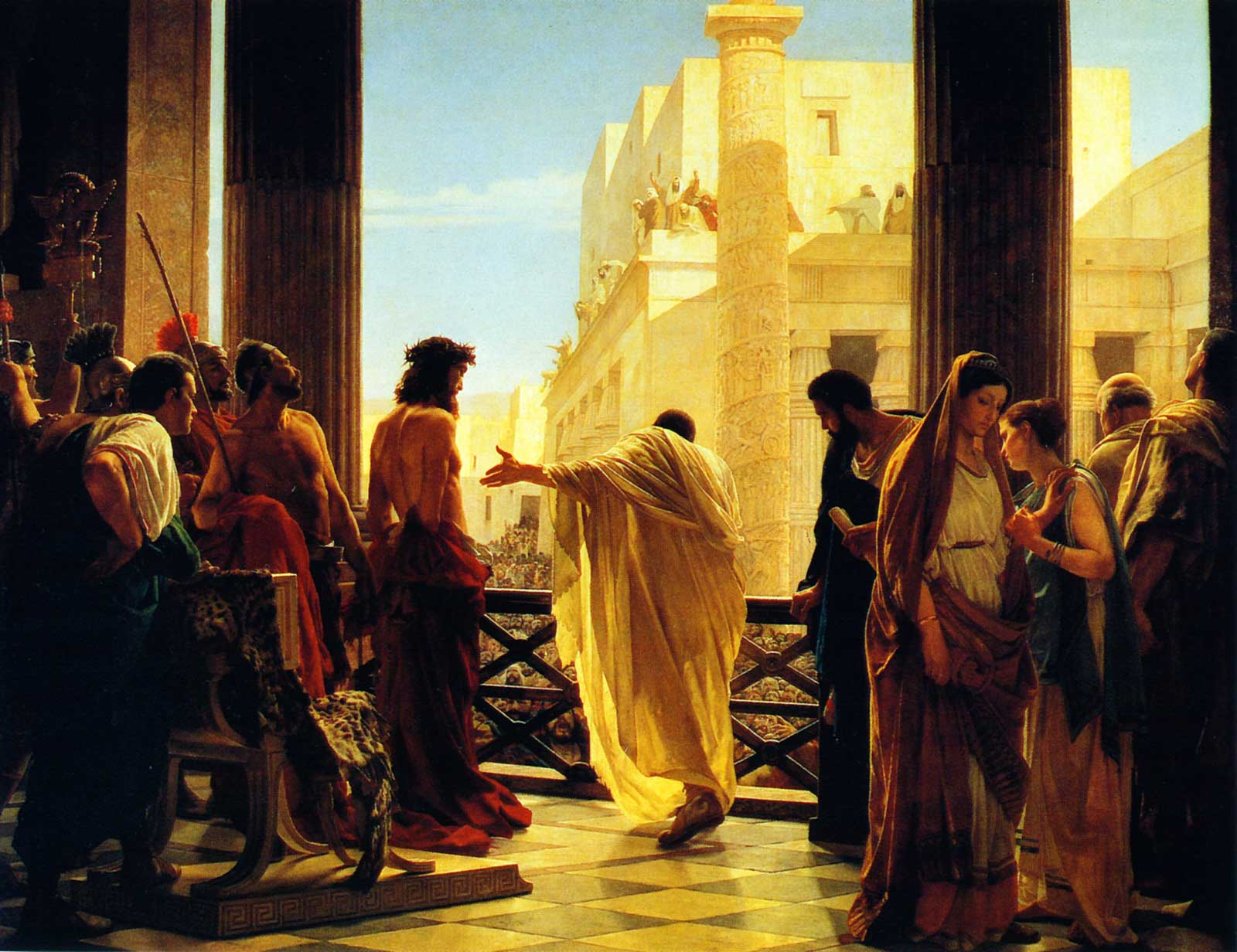
Antonio Ciseri, Ecce Homo

Antonio Ciseri (ur. 25 października 1811 roku w Ronco sopra Ascona, zmarły 8 marca 1891 r. we Florencji) – włoski malarz szwajcarskiego pochodzenia, reprezentujący kierunek akademizmu.
Pochodził z kantonu Ticino, jego ojciec Francesco również był malarzem.

## Życiorys
W 1833 roku przeniósł się do Florencji, gdzie rozwijał swój talent malarski w tamtejszej Akademii Sztuk Pięknych pod okiem jego nauczycieli Niccolò i Pietro Benvenutich. Większość jego dzieł stanowią obrazy sakralne naśladujące styl Rafaela, malowane dla różnych kościołów Włoch i Szwajcarii oraz liczne portrety.
W 1853 roku otworzył własną pracownie. Jego uczniami byli między innymi Silvestro Lega (1826-1895), Niccolò Canicci (1846-1906) i Girolamo Nerli (1860-1926).
Ze względu na wysokie podatki w Szwajcarii, w 1877 roku złożył pozytywnie rozpatrzony wniosek o przyznanie włoskiego obywatelstwa.
Jego żoną była Cesira Bianchini. Został pochowany we florenckim kościele San Miniato al Monte.

## Wybrane dzieła
- Męczeństwo Machabeuszy w kościele Santa Felicita we Florencji (1853), artysta został nagrodzony za nie złotym medalem.
- Przeniesienie ciała Chrystusa do grobu, namalowane w 1883 roku dla tessyńskiego Sanktuarium Madonna del Sasso.
- Ecce homo, praca stworzona na zlecenie rządu włoskiego.
- Wizja Serca Jezusa św. Małgorzaty Marii Alcogue - kościół Sacro Cuore we Florecji (1888).